# John Wells
John Marcum Wells, född 28 maj 1956 i Alexandria i Virginia, är en amerikansk manusförfattare, regissör, film- och TV-producent. Han är mest känd för TV-serierna Vita huset, Cityakuten och Tredje skiftet.
John Wells har bland annat vunnit sex Emmy Awards, elva andra stora priser och varit nominerad till ytterligare 25, främst för sina insatser med Vita huset och Cityakuten.
Han har varit ordförande för fackföreningen Writers Guild of America West 1999–2001 och 2009–2011.